# ترکیب تیم‌های جام جهانی فوتبال ۱۹۷۸
این مقاله فهرستی از ترکیب‌های تیم‌های حاضر در تورنمنت جام جهانی فوتبال ۱۹۷۸ است که در آرژانتین برگزار شد.

## گروه ۱

### آرژانتین
سرمربی: سزار لوییس منوتی
| شماره | جایگاه    | بازیکن                  | تاریخ تولد/سن           | بازی‌های ملی | باشگاه                            |
| ----- | --------- | ----------------------- | ----------------------- | ----------- | --------------------------------- |
| ۱     | هافبک     | نوربرتو آلونسو          | ۴ ژانویه ۱۹۵۳ (۲۵ سال)  |             | باشگاه فوتبال ریور پلاته          |
| ۲     | هافبک     | اسوالدو آردیلس          | ۳ اوت ۱۹۵۲ (۲۵ سال)     |             | باشگاه فوتبال اتلتیکو هوراکان     |
| ۳     | دروازه‌بان | اکتور بالی              | ۱۶ نوامبر ۱۹۵۰ (۲۷ سال) |             | باشگاه فوتبال اتلتیکو هوراکان     |
| ۴     | مهاجم     | دنیل برتونی             | ۱۴ مارس ۱۹۵۵ (۲۳ سال)   |             | باشگاه اتلتیکو ایندپندینته        |
| ۵     | دروازه‌بان | اوبالدو فیلول           | ۲۱ ژوئیه ۱۹۵۰ (۲۷ سال)  | ۷           | باشگاه فوتبال ریور پلاته          |
| ۶     | هافبک     | آمریکو گایگو            | ۲۵ آوریل ۱۹۵۵ (۲۳ سال)  | ۳۵          | باشگاه فوتبال نیولز اولد بویز     |
| ۷     | مدافع     | لوئیس گالوان            | ۲۴ فوریه ۱۹۴۸ (۳۰ سال)  |             | Talleres de Córdoba               |
| ۸     | هافبک     | روبن گالوان             | ۷ آوریل ۱۹۵۲ (۲۶ سال)   |             | باشگاه اتلتیکو ایندپندینته        |
| ۹     | مهاجم     | رنه هاوسمان             | ۱۹ ژوئیه ۱۹۵۳ (۲۴ سال)  |             | باشگاه فوتبال اتلتیکو هوراکان     |
| ۱۰    | مهاجم     | ماریو کمپس              | ۱۵ ژوئیه ۱۹۵۴ (۲۳ سال)  | ۲۴          | باشگاه فوتبال والنسیا             |
| ۱۱    | مدافع     | دنیل کیلر               | ۲۱ دسامبر ۱۹۴۹ (۲۸ سال) |             | باشگاه فوتبال راسینگ کلوب آویاندا |
| ۱۲    | هافبک     | عمر لاروسا              | ۱۸ نوامبر ۱۹۴۷ (۳۰ سال) |             | باشگاه اتلتیکو ایندپندینته        |
| ۱۳    | دروازه‌بان | ریکاردو لا ولپ          | ۶ فوریه ۱۹۵۲ (۲۶ سال)   |             | باشگاه ورزشی سن لورنسو آلماگرو    |
| ۱۴    | مهاجم     | لئوپولدو لوکه           | ۳ مه ۱۹۴۹ (۲۹ سال)      | ۲۸          | باشگاه فوتبال ریور پلاته          |
| ۱۵    | مدافع     | خورخه اولگین            | ۱۷ مه ۱۹۵۲ (۲۶ سال)     | ۲۳          | باشگاه ورزشی سن لورنسو آلماگرو    |
| ۱۶    | مهاجم     | اوسکار آلبرتو اورتیز    | ۸ آوریل ۱۹۵۳ (۲۵ سال)   |             | باشگاه فوتبال ریور پلاته          |
| ۱۷    | هافبک     | میگل ابیدو              | ۱۲ اکتبر ۱۹۵۰ (۲۷ سال)  |             | Talleres de Córdoba               |
| ۱۸    | مدافع     | روبن پاگنانینی          | ۳۱ ژانویه ۱۹۴۹ (۲۹ سال) |             | باشگاه اتلتیکو ایندپندینته        |
| ۱۹    | مدافع     | دانیل پاسارلا (کاپیتان) | ۲۵ مه ۱۹۵۳ (۲۵ سال)     | ۱۹          | باشگاه فوتبال ریور پلاته          |
| ۲۰    | مدافع     | آلبرتو تارانتینی        | ۳ دسامبر ۱۹۵۵ (۲۲ سال)  | ۲۶          | Free agent                        |
| ۲۱    | هافبک     | خوسه دانیل بالنسیا      | ۳ اکتبر ۱۹۵۵ (۲۲ سال)   |             | Talleres de Córdoba               |
| ۲۲    | هافبک     | ریکاردو ویلا            | ۱۸ اوت ۱۹۵۲ (۲۵ سال)    |             | باشگاه فوتبال راسینگ کلوب آویاندا |

### فرانسه
سرمربی: میشل ایدالگو
| شماره | جایگاه    | بازیکن                | تاریخ تولد/سن            | بازی‌های ملی | باشگاه                     |
| ----- | --------- | --------------------- | ------------------------ | ----------- | -------------------------- |
| ۱     | دروازه‌بان | دومنیک باراتلی        | ۲۶ دسامبر ۱۹۴۷ (۳۰ سال)  | ۱۸          | باشگاه فوتبال نیس          |
| ۲     | مدافع     | پاتریک باتیستون       | ۱۲ مارس ۱۹۵۷ (۲۱ سال)    | ۵           | باشگاه فوتبال مس           |
| ۳     | مدافع     | ماکسیم بوسیس          | ۲۶ ژوئن ۱۹۵۵ (۲۲ سال)    | ۱۱          | باشگاه فوتبال نانت         |
| ۴     | مدافع     | ژرار ژاویون           | ۲۱ اوت ۱۹۵۳ (۲۴ سال)     | ۱۵          | باشگاه فوتبال سن-اتین      |
| ۵     | مدافع     | فرانسوا براچی         | ۳ نوامبر ۱۹۵۱ (۲۶ سال)   | ۱۵          | باشگاه فوتبال المپیک مارسی |
| ۶     | مدافع     | کریستیان لوپز         | ۱۵ مارس ۱۹۵۳ (۲۵ سال)    | ۱۲          | باشگاه فوتبال سن-اتین      |
| ۷     | مدافع     | پاتریس ریو            | ۱۵ اوت ۱۹۴۸ (۲۹ سال)     | ۱۵          | باشگاه فوتبال نانت         |
| ۸     | مدافع     | ماریوس ترزو (کاپیتان) | ۱۵ ژانویه ۱۹۵۰ (۲۸ سال)  | ۳۶          | باشگاه فوتبال المپیک مارسی |
| ۹     | هافبک     | دومنیک باتنای         | ۱۳ فوریه ۱۹۵۴ (۲۴ سال)   | ۱۲          | باشگاه فوتبال سن-اتین      |
| ۱۰    | هافبک     | ژان-مارک گیو          | ۲۰ دسامبر ۱۹۴۵ (۳۲ سال)  | ۱۸          | باشگاه فوتبال نیس          |
| ۱۱    | هافبک     | آنری میشل             | ۲۸ اکتبر ۱۹۴۷ (۳۰ سال)   | ۵۲          | باشگاه فوتبال نانت         |
| ۱۲    | هافبک     | کلود پاپی             | ۱۶ آوریل ۱۹۴۹ (۲۹ سال)   | ۲           | باشگاه فوتبال باستیا       |
| ۱۳    | هافبک     | ژان پتی               | ۲۵ سپتامبر ۱۹۴۹ (۲۸ سال) | ۳           | باشگاه فوتبال موناکو       |
| ۱۴    | مهاجم     | مارک بردول            | ۶ آوریل ۱۹۵۳ (۲۵ سال)    | ۱۰          | باشگاه فوتبال المپیک مارسی |
| ۱۵    | هافبک     | میشل پلاتینی          | ۲۱ ژوئن ۱۹۵۵ (۲۲ سال)    | ۱۵          | باشگاه فوتبال نانسی        |
| ۱۶    | مهاجم     | کریستیان دالژه        | ۱۹ دسامبر ۱۹۴۹ (۲۸ سال)  | ۵           | باشگاه فوتبال موناکو       |
| ۱۷    | مهاجم     | برنارد لاکومب         | ۱۵ اوت ۱۹۵۲ (۲۵ سال)     | ۱۴          | باشگاه فوتبال المپیک لیون  |
| ۱۸    | هافبک     | دومنیک روشتائو        | ۱۴ ژانویه ۱۹۵۵ (۲۳ سال)  | ۱۰          | باشگاه فوتبال سن-اتین      |
| ۱۹    | هافبک     | دیدیه سیکس            | ۲۱ اوت ۱۹۵۴ (۲۳ سال)     | ۱۵          | باشگاه فوتبال لن           |
| ۲۰    | مهاجم     | الیویه رویر           | ۱ دسامبر ۱۹۵۵ (۲۲ سال)   | ۹           | باشگاه فوتبال نانسی        |
| ۲۱    | دروازه‌بان | ژان-پل برتران-دمان    | ۲۳ مه ۱۹۵۲ (۲۶ سال)      | ۹           | باشگاه فوتبال نانت         |
| ۲۲    | دروازه‌بان | دومنیک دروپسی         | ۹ دسامبر ۱۹۵۱ (۲۶ سال)   | ۰           | باشگاه فوتبال استراسبورگ   |

### مجارستان
سرمربی: لایوش باروتی
| شماره | جایگاه    | بازیکن                | تاریخ تولد/سن           | بازی‌های ملی | باشگاه                       |
| ----- | --------- | --------------------- | ----------------------- | ----------- | ---------------------------- |
| ۱     | دروازه‌بان | شاندور گویدار         | ۸ نوامبر ۱۹۵۱ (۲۶ سال)  | ۱۹          | باشگاه فوتبال بوداپست هونود  |
| ۲     | مدافع     | پتر توروک             | ۱۸ آوریل ۱۹۵۱ (۲۷ سال)  | ۲۹          | باشگاه ورزشی واشاش           |
| ۳     | مدافع     | ایشتوان کوچیش         | ۶ اکتبر ۱۹۴۹ (۲۸ سال)   | ۶           | باشگاه فوتبال بوداپست هونود  |
| ۴     | هافبک     | یوژف توت              | ۲ دسامبر ۱۹۵۱ (۲۶ سال)  | ۲۵          | باشگاه فوتبال اویپشت         |
| ۵     | هافبک     | شاندور زومبوری        | ۳۱ اکتبر ۱۹۵۱ (۲۶ سال)  | ۱۶          | باشگاه ورزشی واشاش           |
| ۶     | مدافع     | زولتان کرکی (کاپیتان) | ۱۳ ژوئیه ۱۹۵۳ (۲۴ سال)  | ۲۴          | Haladás                      |
| ۷     | مهاجم     | لاسلو فازکاش          | ۱۵ اکتبر ۱۹۴۷ (۳۰ سال)  | ۷۱          | باشگاه فوتبال اویپشت         |
| ۸     | مهاجم     | تیبور نیلاسی          | ۱۸ ژانویه ۱۹۵۵ (۲۳ سال) | ۲۶          | باشگاه فوتبال فرنس‌واروش      |
| ۹     | مهاجم     | آندراش توروچیک        | ۱ مه ۱۹۵۵ (۲۳ سال)      | ۱۱          | باشگاه فوتبال اویپشت         |
| ۱۰    | هافبک     | شاندور پینتر          | ۱۸ ژوئیه ۱۹۵۰ (۲۷ سال)  | ۳۲          | باشگاه فوتبال بوداپست هونود  |
| ۱۱    | مهاجم     | بلا ورادی             | ۱۲ آوریل ۱۹۵۳ (۲۵ سال)  | ۲۸          | باشگاه ورزشی واشاش           |
| ۱۲    | مدافع     | دیوزو مارتوش          | ۱۵ دسامبر ۱۹۴۹ (۲۸ سال) | ۱۱          | باشگاه فوتبال فرنس‌واروش      |
| ۱۳    | هافبک     | کاروی چاپو            | ۲۳ فوریه ۱۹۵۲ (۲۶ سال)  | ۵           | Tatabányai                   |
| ۱۴    | مدافع     | لاسلو بلینت           | ۱ فوریه ۱۹۴۸ (۳۰ سال)   | ۵۴          | باشگاه فوتبال فرنس‌واروش      |
| ۱۵    | مدافع     | تیبور راب             | ۲ اکتبر ۱۹۵۵ (۲۲ سال)   | ۱۱          | باشگاه فوتبال فرنس‌واروش      |
| ۱۶    | هافبک     | ایشتوان هالاس         | ۱۲ اکتبر ۱۹۵۱ (۲۶ سال)  | ۳           | Tatabányai                   |
| ۱۷    | مهاجم     | لاسلو پوستایی         | ۱ مارس ۱۹۴۶ (۳۲ سال)    | ۲۲          | باشگاه فوتبال فرنس‌واروش      |
| ۱۸    | هافبک     | لاسلو نادی            | ۲۱ اکتبر ۱۹۴۹ (۲۸ سال)  | ۲۱          | باشگاه فوتبال اویپشت         |
| ۱۹    | مهاجم     | آندراش توت            | ۵ سپتامبر ۱۹۴۹ (۲۸ سال) | ۱۴          | باشگاه فوتبال اویپشت         |
| ۲۰    | هافبک     | فرنتس فولوپ           | ۲۲ فوریه ۱۹۵۵ (۲۳ سال)  | ۰           | باشگاه فوتبال ام‌تی‌کی بوداپست |
| ۲۱    | دروازه‌بان | فرنتس میساروش         | ۱۱ آوریل ۱۹۵۰ (۲۸ سال)  | ۱۳          | باشگاه ورزشی واشاش           |
| ۲۲    | دروازه‌بان | لاسلو کواچ            | ۲۴ آوریل ۱۹۵۱ (۲۷ سال)  | ۱۲          | باشگاه فوتبال ویدتون         |

### ایتالیا
سرمربی: انزو بیارزوت
| شماره | جایگاه    | بازیکن              | تاریخ تولد/سن            | بازی‌های ملی | باشگاه                    |
| ----- | --------- | ------------------- | ------------------------ | ----------- | ------------------------- |
| ۱     | دروازه‌بان | دینو زوف (کاپیتان)  | ۲۸ فوریه ۱۹۴۲ (۳۶ سال)   | ۶۳          | باشگاه فوتبال یوونتوس     |
| ۲     | مدافع     | ماورو بلوجی         | ۷ فوریه ۱۹۵۰ (۲۸ سال)    | ۲۲          | باشگاه فوتبال بولونیا     |
| ۳     | مدافع     | آنتونیو کابرینی     | ۸ اکتبر ۱۹۵۷ (۲۰ سال)    | ۰           | باشگاه فوتبال یوونتوس     |
| ۴     | مدافع     | آنتونلو کوکورددو    | ۴ اکتبر ۱۹۴۹ (۲۸ سال)    | ۶           | باشگاه فوتبال یوونتوس     |
| ۵     | مدافع     | کلائودیو جنتیله     | ۲۷ سپتامبر ۱۹۵۳ (۲۴ سال) | ۱۶          | باشگاه فوتبال یوونتوس     |
| ۶     | مدافع     | آلدو مالدرا         | ۱۴ اکتبر ۱۹۵۳ (۲۴ سال)   | ۵           | باشگاه فوتبال آ.ث. میلان  |
| ۷     | مدافع     | لیونلو مانفردونیا   | ۲۷ نوامبر ۱۹۵۶ (۲۱ سال)  | ۳           | باشگاه فوتبال لاتزیو      |
| ۸     | مدافع     | گائتانو شیره‌آ       | ۲۵ مه ۱۹۵۳ (۲۵ سال)      | ۹           | باشگاه فوتبال یوونتوس     |
| ۹     | هافبک     | جیانکارلو آنتونیونی | ۱ آوریل ۱۹۵۴ (۲۴ سال)    | ۲۸          | باشگاه فوتبال فیورنتینا   |
| ۱۰    | هافبک     | رومئو بنتی          | ۲۰ اکتبر ۱۹۴۵ (۳۲ سال)   | ۴۰          | باشگاه فوتبال یوونتوس     |
| ۱۱    | هافبک     | ارالدو پکچ          | ۱۲ آوریل ۱۹۵۵ (۲۳ سال)   | ۵           | باشگاه فوتبال تورینو      |
| ۱۲    | دروازه‌بان | پاولو کونتی         | ۱ آوریل ۱۹۵۰ (۲۸ سال)    | ۲           | باشگاه فوتبال آ.اس. رم    |
| ۱۳    | هافبک     | پاتریزیو سالا       | ۱۶ ژوئن ۱۹۵۵ (۲۲ سال)    | ۵           | باشگاه فوتبال تورینو      |
| ۱۴    | هافبک     | مارکو تاردلی        | ۲۴ سپتامبر ۱۹۵۴ (۲۳ سال) | ۱۹          | باشگاه فوتبال یوونتوس     |
| ۱۵    | هافبک     | رناتو زاکارلی       | ۱۸ ژانویه ۱۹۵۱ (۲۷ سال)  | ۱۴          | باشگاه فوتبال تورینو      |
| ۱۶    | هافبک     | فرانکو کاوسیو       | ۱ فوریه ۱۹۴۹ (۲۹ سال)    | ۳۳          | باشگاه فوتبال یوونتوس     |
| ۱۷    | هافبک     | کلاودیو سالا        | ۸ سپتامبر ۱۹۴۷ (۳۰ سال)  | ۱۵          | باشگاه فوتبال تورینو      |
| ۱۸    | مهاجم     | روبرتو بتگا         | ۲۷ دسامبر ۱۹۵۰ (۲۷ سال)  | ۱۶          | باشگاه فوتبال یوونتوس     |
| ۱۹    | مهاجم     | فرانچسکو گراتسیانی  | ۱۶ دسامبر ۱۹۵۲ (۲۵ سال)  | ۲۲          | باشگاه فوتبال تورینو      |
| ۲۰    | مهاجم     | پاولو پولیچ         | ۲۷ آوریل ۱۹۵۰ (۲۸ سال)   | ۱۸          | باشگاه فوتبال تورینو      |
| ۲۱    | مهاجم     | پائولو روسی         | ۲۳ سپتامبر ۱۹۵۶ (۲۱ سال) | ۲           | باشگاه فوتبال ویچنزا      |
| ۲۲    | دروازه‌بان | ایوانو بوردون       | ۱۳ آوریل ۱۹۵۱ (۲۷ سال)   | ۱           | باشگاه فوتبال اینتر میلان |

## گروه ۲

### مکزیک
سرمربی: خوسه آنتونیو روکا
| شماره | جایگاه    | بازیکن                       | تاریخ تولد/سن            | بازی‌های ملی | باشگاه                             |
| ----- | --------- | ---------------------------- | ------------------------ | ----------- | ---------------------------------- |
| ۱     | دروازه‌بان | خوسه پیلار ریس               | ۱۲ اکتبر ۱۹۵۵ (۲۲ سال)   |             | باشگاه فوتبال تیگرس اونال          |
| ۲     | مدافع     | مانوئل ناخرا                 | ۲۰ دسامبر ۱۹۵۲ (۲۵ سال)  |             | Leones Negros                      |
| ۳     | مدافع     | آلفردو تنا                   | ۲۱ نوامبر ۱۹۵۶ (۲۱ سال)  |             | باشگاه فوتبال آمریکا               |
| ۴     | مدافع     | ادواردو راموس                | ۸ نوامبر ۱۹۴۹ (۲۸ سال)   |             | باشگاه فوتبال گوادالاخارا          |
| ۵     | مدافع     | آرتورو واسکس آیالا (کاپیتان) | ۲۶ ژوئن ۱۹۴۹ (۲۸ سال)    |             | باشگاه فوتبال اونیورسیداد ناسیونال |
| ۶     | هافبک     | گیرمو مندیسابال              | ۸ اکتبر ۱۹۵۴ (۲۳ سال)    |             | باشگاه فوتبال کروز آزول            |
| ۷     | هافبک     | آنتونیو ده لا توره ویالپاندو | ۲۱ سپتامبر ۱۹۵۱ (۲۶ سال) |             | باشگاه فوتبال آمریکا               |
| ۸     | مهاجم     | انریکه لوپس سارسا            | ۲۵ اکتبر ۱۹۵۷ (۲۰ سال)   |             | باشگاه فوتبال اونیورسیداد ناسیونال |
| ۹     | مهاجم     | ویکتور رانخل                 | ۱۱ مارس ۱۹۵۷ (۲۱ سال)    |             | باشگاه فوتبال گوادالاخارا          |
| ۱۰    | هافبک     | کریستوبال اروتگا             | ۲۵ ژوئیه ۱۹۵۶ (۲۱ سال)   |             | باشگاه فوتبال آمریکا               |
| ۱۱    | مهاجم     | هوگو سانچز                   | ۱۱ ژوئیه ۱۹۵۸ (۱۹ سال)   |             | باشگاه فوتبال اونیورسیداد ناسیونال |
| ۱۲    | مدافع     | خسوس مارتینس                 | ۷ ژوئن ۱۹۵۲ (۲۵ سال)     |             | باشگاه فوتبال آمریکا               |
| ۱۳    | مدافع     | ریگوبرتو سیسنروس             | ۱۵ اوت ۱۹۵۳ (۲۴ سال)     |             | Toluca                             |
| ۱۴    | مدافع     | کارلوس گومس                  | ۱۶ اوت ۱۹۵۲ (۲۵ سال)     |             | باشگاه فوتبال کلوب لئون            |
| ۱۵    | مدافع     | ایگناسیو فلورس               | ۳۱ ژوئیه ۱۹۵۳ (۲۴ سال)   |             | باشگاه فوتبال کروز آزول            |
| ۱۶    | هافبک     | خاویر کاردناس                | ۸ دسامبر ۱۹۵۲ (۲۵ سال)   |             | Toluca                             |
| ۱۷    | هافبک     | لئوناردو کوئیار              | ۱۴ ژانویه ۱۹۵۲ (۲۶ سال)  |             | باشگاه فوتبال اونیورسیداد ناسیونال |
| ۱۸    | هافبک     | خراردو لوگو گومس             | ۱۳ مارس ۱۹۵۵ (۲۳ سال)    |             | Atlante                            |
| ۱۹    | مهاجم     | اوگو رودریگس                 | ۱۴ مارس ۱۹۵۹ (۱۹ سال)    |             | Laguna                             |
| ۲۰    | مهاجم     | ماریو مدینا                  | ۲ سپتامبر ۱۹۵۲ (۲۵ سال)  |             | Toluca                             |
| ۲۱    | مهاجم     | رائول ایسیوردیا              | ۲۲ دسامبر ۱۹۵۲ (۲۵ سال)  |             | Atlético Español                   |
| ۲۲    | دروازه‌بان | پدرو سوتو                    | ۲۲ اکتبر ۱۹۵۲ (۲۵ سال)   |             | باشگاه فوتبال آمریکا               |

### لهستان
سرمربی: یاتسک گموخ
| شماره | جایگاه    | بازیکن                  | تاریخ تولد/سن            | بازی‌های ملی | باشگاه                            |
| ----- | --------- | ----------------------- | ------------------------ | ----------- | --------------------------------- |
| ۱     | دروازه‌بان | یان توماشفسکی           | ۹ ژانویه ۱۹۴۸ (۳۰ سال)   |             | ŁKS Łódź                          |
| ۲     | مهاجم     | ووجیمیش مازور           | ۱۸ آوریل ۱۹۵۴ (۲۴ سال)   |             | Zagłębie Sosnowiec                |
| ۳     | مدافع     | هنریک ماتسولویچ         | ۲۴ آوریل ۱۹۵۰ (۲۸ سال)   |             | باشگاه فوتبال ویسوا کراکوف        |
| ۴     | مدافع     | آنتونی شیمانوفسکی       | ۱۳ ژانویه ۱۹۵۱ (۲۷ سال)  |             | باشگاه فوتبال ویسوا کراکوف        |
| ۵     | هافبک     | آدام ناواوکا            | ۲۳ اکتبر ۱۹۵۷ (۲۰ سال)   |             | باشگاه فوتبال ویسوا کراکوف        |
| ۶     | مدافع     | یرژی گورگون             | ۱۸ ژوئیه ۱۹۴۹ (۲۸ سال)   |             | باشگاه فوتبال گورنیک زابژه        |
| ۷     | مهاجم     | آندژی ایوان             | ۱۰ نوامبر ۱۹۵۹ (۱۸ سال)  |             | باشگاه فوتبال ویسوا کراکوف        |
| ۸     | هافبک     | هنریک کاسپرچاک          | ۱۰ ژوئیه ۱۹۴۶ (۳۱ سال)   |             | Stal Mielec                       |
| ۹     | مدافع     | ووادیسواف ژمودا         | ۶ ژوئن ۱۹۵۴ (۲۳ سال)     |             | باشگاه فوتبال شلاسک وروتسواف      |
| ۱۰    | مدافع     | وویچیخ رودی             | ۲۴ اکتبر ۱۹۵۲ (۲۵ سال)   |             | Zagłębie Sosnowiec                |
| ۱۱    | هافبک     | بوخدان ماشتالر          | ۱۹ سپتامبر ۱۹۴۹ (۲۸ سال) |             | ŁKS Łódź                          |
| ۱۲    | هافبک     | کازیمیرز دینا (کاپیتان) | ۲۳ اکتبر ۱۹۴۷ (۳۰ سال)   |             | باشگاه فوتبال لگیا ورشو           |
| ۱۳    | مدافع     | یانوش کوپتسویچ          | ۹ دسامبر ۱۹۵۵ (۲۲ سال)   |             | Arka Gdynia                       |
| ۱۴    | مدافع     | میروسواو یوستک          | ۲۳ سپتامبر ۱۹۴۸ (۲۹ سال) |             | باشگاه فوتبال لخ پوزنان           |
| ۱۵    | هافبک     | مارک کوستو              | ۲۹ آوریل ۱۹۵۴ (۲۴ سال)   |             | باشگاه فوتبال لگیا ورشو           |
| ۱۶    | مهاجم     | گژگوش لاتو              | ۸ آوریل ۱۹۵۰ (۲۸ سال)    |             | Stal Mielec                       |
| ۱۷    | مهاجم     | آندژی شارماخ            | ۳ اکتبر ۱۹۵۰ (۲۷ سال)    |             | Stal Mielec                       |
| ۱۸    | هافبک     | زبیگنیف بونیک           | ۳ مارس ۱۹۵۶ (۲۲ سال)     |             | باشگاه فوتبال ویدزف ووچ           |
| ۱۹    | مهاجم     | ووجیمیش لوبانسکی        | ۲۸ فوریه ۱۹۴۷ (۳۱ سال)   |             | باشگاه فوتبال لوکرن اوست والاندرن |
| ۲۰    | مدافع     | رومن وویچیتسکی          | ۸ ژانویه ۱۹۵۸ (۲۰ سال)   |             | Odra Opole                        |
| ۲۱    | دروازه‌بان | زیگمونت کوکلا           | ۲۱ ژانویه ۱۹۴۸ (۳۰ سال)  |             | Stal Mielec                       |
| ۲۲    | دروازه‌بان | ازجیسواف کوستژوا        | ۲۶ اکتبر ۱۹۵۵ (۲۲ سال)   |             | Zagłębie Sosnowiec                |

### تونس
سرمربی: عبدالمجید الشتالی
| شماره | جایگاه    | بازیکن                 | تاریخ تولد/سن            | بازی‌های ملی | باشگاه                     |
| ----- | --------- | ---------------------- | ------------------------ | ----------- | -------------------------- |
| ۱     | دروازه‌بان | صادق ساسی              | ۱۵ نوامبر ۱۹۴۵ (۳۲ سال)  |             | باشگاه فوتبال آفریقایی     |
| ۲     | مدافع     | مختار ذویب             | ۲۳ مارس ۱۹۵۲ (۲۶ سال)    |             | باشگاه فوتبال صفاقسی       |
| ۳     | مدافع     | علی کعبی               | ۱۵ نوامبر ۱۹۵۳ (۲۴ سال)  |             | COT Tunis                  |
| ۴     | هافبک     | خالد جاسمی             | ۸ آوریل ۱۹۵۳ (۲۵ سال)    |             | باشگاه فوتبال بنزرتی       |
| ۵     | مدافع     | محسن العبیدی           | ۱۵ ژانویه ۱۹۵۴ (۲۴ سال)  |             | باشگاه فوتبال المعب تونس   |
| ۶     | هافبک     | نجیب غمیض              | ۱۲ مارس ۱۹۵۳ (۲۵ سال)    |             | باشگاه فوتبال آفریقایی     |
| ۷     | مهاجم     | تمیم الحزامی (کاپیتان) | ۱ ژانویه ۱۹۴۹ (۲۹ سال)   |             | باشگاه فوتبال الاتحاد      |
| ۸     | هافبک     | محمد بن رحیم           | ۲۰ مارس ۱۹۵۱ (۲۷ سال)    |             | باشگاه فوتبال صفاقسی       |
| ۹     | مهاجم     | محمد عقید              | ۵ ژوئیه ۱۹۴۹ (۲۸ سال)    |             | باشگاه فوتبال صفاقسی       |
| ۱۰    | هافبک     | طارق ذیاب              | ۱۵ ژوئیه ۱۹۵۴ (۲۳ سال)   |             | باشگاه فوتبال اسپرانس تونس |
| ۱۱    | مهاجم     | عبدالرووف بن عزیزه     | ۲۳ سپتامبر ۱۹۵۳ (۲۴ سال) |             | باشگاه فوتبال ستاره ساحلی  |
| ۱۲    | هافبک     | خمیس العبیدی           | ۳۰ اوت ۱۹۵۰ (۲۷ سال)     |             | باشگاه فوتبال القیروانیه   |
| ۱۳    | مهاجم     | نجیب الامام            | ۱۲ ژوئن ۱۹۵۳ (۲۴ سال)    |             | باشگاه فوتبال المعب تونس   |
| ۱۴    | مهاجم     | صلاح القروی            | ۱۱ سپتامبر ۱۹۵۱ (۲۶ سال) |             | باشگاه فوتبال ستاره ساحلی  |
| ۱۵    | مهاجم     | محمد بن موسی           | ۵ آوریل ۱۹۵۴ (۲۴ سال)    |             | باشگاه فوتبال آفریقایی     |
| ۱۶    | مهاجم     | عثمان الشهیبی          | ۲۳ دسامبر ۱۹۵۴ (۲۳ سال)  |             | باشگاه فوتبال القیروانیه   |
| ۱۷    | مدافع     | رضا اللوز              | ۲۷ آوریل ۱۹۵۳ (۲۵ سال)   |             | Sfax Railways Sports       |
| ۱۸    | مدافع     | کمال الشبلی            | ۹ مارس ۱۹۵۴ (۲۴ سال)     |             | باشگاه فوتبال آفریقایی     |
| ۱۹    | مهاجم     | مختار حسنی             | ۱۹ مارس ۱۹۵۲ (۲۶ سال)    |             | La Louviére                |
| ۲۰    | مدافع     | عمر الجبالی            | ۲۴ دسامبر ۱۹۵۶ (۲۱ سال)  |             | باشگاه فوتبال بالمرسی      |
| ۲۱    | دروازه‌بان | الامین بن عزیزه        | ۱۰ نوامبر ۱۹۵۲ (۲۵ سال)  |             | باشگاه فوتبال ستاره ساحلی  |
| ۲۲    | دروازه‌بان | مختار النایلی          | ۳ سپتامبر ۱۹۵۳ (۲۴ سال)  |             | باشگاه فوتبال آفریقایی     |

### آلمان غربی
سرمربی: هلموت شون
| شماره | جایگاه    | بازیکن               | تاریخ تولد/سن            | بازی‌های ملی | باشگاه                            |
| ----- | --------- | -------------------- | ------------------------ | ----------- | --------------------------------- |
| ۱     | دروازه‌بان | سپ مایر              | ۲۸ فوریه ۱۹۴۴ (۳۴ سال)   |             | باشگاه فوتبال بایرن مونیخ         |
| ۲     | مدافع     | برتی فوگتس (کاپیتان) | ۳۰ دسامبر ۱۹۴۶ (۳۱ سال)  |             | باشگاه فوتبال بروسیا مونشن‌گلادباخ |
| ۳     | مدافع     | برنارد دیتس          | ۲۲ مارس ۱۹۴۸ (۳۰ سال)    |             | باشگاه فوتبال ام‌اس‌وی دویسبورگ     |
| ۴     | هافبک     | رولف روسمان          | ۱۳ اکتبر ۱۹۵۰ (۲۷ سال)   |             | باشگاه فوتبال شالکه ۰۴            |
| ۵     | مدافع     | مانفرد کالتس         | ۶ ژانویه ۱۹۵۳ (۲۵ سال)   |             | باشگاه فوتبال هامبورگ             |
| ۶     | هافبک     | راینر بونهوف         | ۲۹ مارس ۱۹۵۲ (۲۶ سال)    |             | باشگاه فوتبال بروسیا مونشن‌گلادباخ |
| ۷     | مهاجم     | رودیگر آبرامسیک      | ۱۸ فوریه ۱۹۵۶ (۲۲ سال)   |             | باشگاه فوتبال شالکه ۰۴            |
| ۸     | مهاجم     | هربرت سیمرمان        | ۱ ژوئیه ۱۹۵۴ (۲۳ سال)    |             | باشگاه فوتبال کلن                 |
| ۹     | مهاجم     | کلاوس فیشر           | ۲۷ دسامبر ۱۹۴۹ (۲۸ سال)  |             | باشگاه فوتبال شالکه ۰۴            |
| ۱۰    | هافبک     | هاینتس فلوهه         | ۲۸ ژانویه ۱۹۴۸ (۳۰ سال)  |             | باشگاه فوتبال کلن                 |
| ۱۱    | مهاجم     | کارل-هاینتس رومنیگه  | ۲۵ سپتامبر ۱۹۵۵ (۲۲ سال) |             | باشگاه فوتبال بایرن مونیخ         |
| ۱۲    | مدافع     | هانس گئورگ شوارتزنبک | ۳ آوریل ۱۹۴۸ (۳۰ سال)    |             | باشگاه فوتبال بایرن مونیخ         |
| ۱۳    | مدافع     | هارالد کونوپکا       | ۱۸ نوامبر ۱۹۵۲ (۲۵ سال)  |             | باشگاه فوتبال کلن                 |
| ۱۴    | مهاجم     | دیتر مولر            | ۱ آوریل ۱۹۵۴ (۲۴ سال)    |             | باشگاه فوتبال کلن                 |
| ۱۵    | هافبک     | اریش بیر             | ۹ دسامبر ۱۹۴۶ (۳۱ سال)   |             | باشگاه فوتبال هرتابرلین           |
| ۱۶    | هافبک     | برنهارد کولمان       | ۱ نوامبر ۱۹۴۹ (۲۸ سال)   |             | باشگاه فوتبال کلن                 |
| ۱۷    | مهاجم     | برند هولتسنباین      | ۹ مارس ۱۹۴۶ (۳۲ سال)     |             | باشگاه فوتبال آینتراخت فرانکفورت  |
| ۱۸    | هافبک     | گرد سوه              | ۱۳ ژوئن ۱۹۵۰ (۲۷ سال)    |             | باشگاه فوتبال فورتونا دوسلدورف    |
| ۱۹    | مهاجم     | رونالد ورم           | ۷ اکتبر ۱۹۵۳ (۲۴ سال)    |             | باشگاه فوتبال ام‌اس‌وی دویسبورگ     |
| ۲۰    | هافبک     | هانسی مولر           | ۲۷ ژوئیه ۱۹۵۷ (۲۰ سال)   |             | باشگاه فوتبال اشتوتگارت           |
| ۲۱    | دروازه‌بان | رودولف کارگوس        | ۱۵ اوت ۱۹۵۲ (۲۵ سال)     |             | باشگاه فوتبال هامبورگ             |
| ۲۲    | دروازه‌بان | دیتر بوردنسکی        | ۲۶ نوامبر ۱۹۵۰ (۲۷ سال)  |             | باشگاه ورزشی وردر برمن            |

## گروه ۳

### اتریش
سرمربی: هلموت سنکوویتش
| شماره | جایگاه    | بازیکن               | تاریخ تولد/سن           | بازی‌های ملی | باشگاه                            |
| ----- | --------- | -------------------- | ----------------------- | ----------- | --------------------------------- |
| ۱     | دروازه‌بان | فریدریش کونسیلیا     | ۲۵ فوریه ۱۹۴۸ (۳۰ سال)  | ۳۷          | SSW Innsbruck                     |
| ۲     | مدافع     | رابرت سارا (کاپیتان) | ۹ ژوئن ۱۹۴۶ (۳۱ سال)    | ۳۷          | باشگاه فوتبال آستریا وین          |
| ۳     | مدافع     | اریش اوبرمایر        | ۲۳ ژانویه ۱۹۵۳ (۲۵ سال) | ۱۰          | باشگاه فوتبال آستریا وین          |
| ۴     | مدافع     | گرهارت برایتنبرگر    | ۱۴ اکتبر ۱۹۵۴ (۲۳ سال)  | ۱۱          | VÖEST Linz                        |
| ۵     | مدافع     | برونو پتسزایی        | ۳ فوریه ۱۹۵۵ (۲۳ سال)   | ۲۵          | SSW Innsbruck                     |
| ۶     | هافبک     | رولاند هاتنبرگر      | ۷ دسامبر ۱۹۴۸ (۲۹ سال)  | ۲۳          | باشگاه فوتبال اشتوتگارت           |
| ۷     | هافبک     | یوزف هیکرسبرگر       | ۲۷ آوریل ۱۹۴۸ (۳۰ سال)  | ۳۳          | باشگاه فوتبال فورتونا دوسلدورف    |
| ۸     | هافبک     | هربرت پروهاسکا       | ۸ اوت ۱۹۵۵ (۲۲ سال)     | ۲۷          | باشگاه فوتبال آستریا وین          |
| ۹     | مهاجم     | هانس کرانکل          | ۱۴ فوریه ۱۹۵۳ (۲۵ سال)  | ۳۴          | باشگاه فوتبال راپید وین           |
| ۱۰    | مهاجم     | ویلهلم کرویتس        | ۲۹ مه ۱۹۴۹ (۲۹ سال)     | ۳۵          | باشگاه فوتبال فاینورد             |
| ۱۱    | هافبک     | کورت یارا            | ۱۴ اکتبر ۱۹۵۰ (۲۷ سال)  | ۲۹          | باشگاه فوتبال ام‌اس‌وی دویسبورگ     |
| ۱۲    | هافبک     | ادوارد کریگر         | ۱۶ دسامبر ۱۹۴۶ (۳۱ سال) | ۲۰          | باشگاه فوتبال کلوب بروژ           |
| ۱۳    | هافبک     | گونتر هاپیش          | ۲۸ ژانویه ۱۹۵۲ (۲۶ سال) | ۴           | Wiener Sport-Club                 |
| ۱۴    | مدافع     | هاینریش اشتراسر      | ۲۶ اکتبر ۱۹۴۸ (۲۹ سال)  | ۲۰          | باشگاه فوتبال آدمیرا واکر مودلینگ |
| ۱۵    | مدافع     | هریبرت وبر           | ۲۸ ژوئن ۱۹۵۵ (۲۲ سال)   | ۷           | باشگاه فوتبال اشتورم گراتس        |
| ۱۶    | مدافع     | پتر پرسیدیس          | ۸ مارس ۱۹۴۷ (۳۱ سال)    | ۷           | باشگاه فوتبال راپید وین           |
| ۱۷    | مهاجم     | فرانتس اوبراشر       | ۲۴ مارس ۱۹۵۴ (۲۴ سال)   | ۳           | SSW Innsbruck                     |
| ۱۸    | مهاجم     | والتر شاخنر          | ۱ فوریه ۱۹۵۷ (۲۱ سال)   | ۶           | باشگاه فوتبال دی اس وی لئوبن      |
| ۱۹    | مهاجم     | هانس پیرکنر          | ۲۵ مارس ۱۹۴۶ (۳۲ سال)   | ۱۸          | باشگاه فوتبال آستریا وین          |
| ۲۰    | هافبک     | ارنست باومایستر      | ۲۲ ژانویه ۱۹۵۷ (۲۱ سال) | ۱           | باشگاه فوتبال آستریا وین          |
| ۲۱    | دروازه‌بان | اروین فوکسبیشلر      | ۲۷ مارس ۱۹۵۲ (۲۶ سال)   | ۲           | VÖEST Linz                        |
| ۲۲    | دروازه‌بان | هوبرت باومگارتنر     | ۲۵ فوریه ۱۹۵۵ (۲۳ سال)  | ۱           | باشگاه فوتبال آستریا وین          |

### برزیل
سرمربی: کلاوجو کوتینیو
| شماره | جایگاه    | بازیکن                   | تاریخ تولد/سن           | بازی‌های ملی | باشگاه                       |
| ----- | --------- | ------------------------ | ----------------------- | ----------- | ---------------------------- |
| ۱     | دروازه‌بان | امرسون لئو               | ۱۱ ژوئیه ۱۹۴۹ (۲۸ سال)  | ۵۰          | باشگاه فوتبال پالمیراس       |
| ۲     | مدافع     | تونینیو                  | ۷ ژوئن ۱۹۴۸ (۲۹ سال)    | ۴           | باشگاه فوتبال فلامینگو       |
| ۳     | مدافع     | اسکار برناردی            | ۲۰ ژوئن ۱۹۵۴ (۲۳ سال)   | ۴           | باشگاه فوتبال پونته پرتا     |
| ۴     | مدافع     | آمارال                   | ۲۵ دسامبر ۱۹۵۴ (۲۳ سال) | ۲۲          | باشگاه فوتبال گوارانی        |
| ۵     | هافبک     | تونینیو کیروزو           | ۲۱ آوریل ۱۹۵۵ (۲۳ سال)  | ۱۶          | باشگاه فوتبال اتلتیکو مینیرو |
| ۶     | مدافع     | ادینو نازاره فیلو        | ۵ ژوئن ۱۹۵۵ (۲۲ سال)    | ۱۲          | باشگاه فوتبال فلومیننزه      |
| ۷     | مهاجم     | زی سرجیو                 | ۸ مارس ۱۹۵۷ (۲۱ سال)    | ۲           | باشگاه فوتبال سائو پائولو    |
| ۸     | هافبک     | زیکو                     | ۳ مارس ۱۹۵۳ (۲۵ سال)    | ۲۱          | باشگاه فوتبال فلامینگو       |
| ۹     | مهاجم     | خوزه رینالدو دی لیما     | ۱۱ ژانویه ۱۹۵۷ (۲۱ سال) | ۱۲          | باشگاه فوتبال اتلتیکو مینیرو |
| ۱۰    | مهاجم     | روبرتو ریولینو (کاپیتان) | ۱ ژانویه ۱۹۴۶ (۳۲ سال)  | ۸۸          | باشگاه فوتبال فلومیننزه      |
| ۱۱    | هافبک     | دیرسیو                   | ۱۵ ژوئن ۱۹۵۲ (۲۵ سال)   | ۱۴          | باشگاه ورزشی واسکو دوگاما    |
| ۱۲    | دروازه‌بان | کارلوس گالو              | ۴ مارس ۱۹۵۶ (۲۲ سال)    | ۰           | باشگاه فوتبال پونته پرتا     |
| ۱۳    | مدافع     | نلینیو                   | ۲۶ ژوئیه ۱۹۵۰ (۲۷ سال)  | ۱۳          | باشگاه ورزشی کروزیرو         |
| ۱۴    | مدافع     | آبل براگا                | ۱ سپتامبر ۱۹۵۲ (۲۵ سال) | ۱           | باشگاه ورزشی واسکو دوگاما    |
| ۱۵    | مدافع     | پولوزی                   | ۱ اکتبر ۱۹۵۵ (۲۲ سال)   | ۰           | باشگاه فوتبال پونته پرتا     |
| ۱۶    | مدافع     | رودریگیس نتو             | ۶ دسامبر ۱۹۴۹ (۲۸ سال)  | ۷           | باشگاه فوتبال بوتافوگو       |
| ۱۷    | هافبک     | باتیستا                  | ۸ مارس ۱۹۵۵ (۲۳ سال)    | ۴           | باشگاه ورزشی اینترناسیونال   |
| ۱۸    | مهاجم     | گیلبرتو آلوز             | ۲۴ دسامبر ۱۹۵۰ (۲۷ سال) | ۲۲          | باشگاه فوتبال بوتافوگو       |
| ۱۹    | مهاجم     | ژرژی مندونسا             | ۶ ژوئن ۱۹۵۴ (۲۳ سال)    | ۰           | باشگاه فوتبال پالمیراس       |
| ۲۰    | مهاجم     | روبرتو دینامیتی          | ۱۳ آوریل ۱۹۵۴ (۲۴ سال)  | ۲۰          | باشگاه ورزشی واسکو دوگاما    |
| ۲۱    | هافبک     | شیکائو                   | ۳۰ ژانویه ۱۹۴۹ (۲۹ سال) | ۵           | باشگاه فوتبال سائو پائولو    |
| ۲۲    | دروازه‌بان | والدیر پرس               | ۲ فوریه ۱۹۵۱ (۲۷ سال)   | ۵           | باشگاه فوتبال سائو پائولو    |

### اسپانیا
سرمربی: لاسلو کوبالا
| شماره | جایگاه    | بازیکن                  | تاریخ تولد/سن            | بازی‌های ملی | باشگاه                        |
| ----- | --------- | ----------------------- | ------------------------ | ----------- | ----------------------------- |
| ۱     | دروازه‌بان | لوییس آرکونادا          | ۲۶ ژوئن ۱۹۵۴ (۲۳ سال)    |             | باشگاه فوتبال رئال سوسیداد    |
| ۲     | مدافع     | آنتونیو ده لا کروز      | ۷ مه ۱۹۴۷ (۳۱ سال)       |             | باشگاه فوتبال بارسلونا        |
| ۳     | مدافع     | فرانسیسکو اوریا         | ۱ فوریه ۱۹۵۰ (۲۸ سال)    |             | باشگاه فوتبال اسپورتینگ خیخون |
| ۴     | هافبک     | خوان مانوئل آسنسی       | ۲۳ سپتامبر ۱۹۴۹ (۲۸ سال) |             | باشگاه فوتبال بارسلونا        |
| ۵     | مدافع     | میگوئلی برناردو         | ۱۹ دسامبر ۱۹۵۱ (۲۶ سال)  |             | باشگاه فوتبال بارسلونا        |
| ۶     | مدافع     | انتونیو بیوسکا          | ۸ دسامبر ۱۹۴۹ (۲۸ سال)   |             | باشگاه فوتبال رئال بتیس       |
| ۷     | مهاجم     | دانیل رویز              | ۲۸ ژوئن ۱۹۵۱ (۲۶ سال)    |             | باشگاه فوتبال اتلتیک بیلبائو  |
| ۸     | مهاجم     | خوان گومز               | ۱۰ نوامبر ۱۹۵۴ (۲۳ سال)  |             | باشگاه فوتبال رئال مادرید     |
| ۹     | مهاجم     | انریکه کاسترو           | ۲۳ سپتامبر ۱۹۴۹ (۲۸ سال) |             | باشگاه فوتبال اسپورتینگ خیخون |
| ۱۰    | مهاجم     | کارلوس سانتیانا         | ۲۳ اوت ۱۹۵۲ (۲۵ سال)     |             | باشگاه فوتبال رئال مادرید     |
| ۱۱    | هافبک     | خولیو کاردنیوسا         | ۲۷ اکتبر ۱۹۴۹ (۲۸ سال)   |             | باشگاه فوتبال رئال بتیس       |
| ۱۲    | هافبک     | آنتونیو گوسمان          | ۲ دسامبر ۱۹۵۳ (۲۴ سال)   |             | باشگاه فوتبال رایو وایکانو    |
| ۱۳    | دروازه‌بان | میگل آنخل گونزالس سوارز | ۲۴ دسامبر ۱۹۴۷ (۳۰ سال)  |             | باشگاه فوتبال رئال مادرید     |
| ۱۴    | هافبک     | اویجنیو لیل             | ۱۳ مه ۱۹۵۳ (۲۵ سال)      |             | باشگاه فوتبال اتلتیکو مادرید  |
| ۱۵    | مهاجم     | مارانیون                | ۲۳ ژوئیه ۱۹۴۸ (۲۹ سال)   |             | باشگاه فوتبال اسپانیول        |
| ۱۶    | مدافع     | آنتونیو اولمو           | ۱۸ ژانویه ۱۹۵۴ (۲۴ سال)  |             | باشگاه فوتبال بارسلونا        |
| ۱۷    | مدافع     | مارسلینو پرز            | ۱۳ اوت ۱۹۵۵ (۲۲ سال)     |             | باشگاه فوتبال اتلتیکو مادرید  |
| ۱۸    | مدافع     | خوزه مارتینز (کاپیتان)  | ۱۱ مارس ۱۹۴۵ (۳۳ سال)    |             | باشگاه فوتبال رئال مادرید     |
| ۱۹    | هافبک     | کارلس رکساچ             | ۱۳ ژانویه ۱۹۴۷ (۳۱ سال)  |             | باشگاه فوتبال بارسلونا        |
| ۲۰    | مهاجم     | روبن کانو               | ۵ فوریه ۱۹۵۱ (۲۷ سال)    |             | باشگاه فوتبال اتلتیکو مادرید  |
| ۲۱    | مدافع     | ایسیدورو سان خوزه       | ۲۷ اکتبر ۱۹۵۶ (۲۱ سال)   |             | باشگاه فوتبال رئال مادرید     |
| ۲۲    | دروازه‌بان | خاویر اوروتیکوئچا       | ۱۷ فوریه ۱۹۵۲ (۲۶ سال)   |             | باشگاه فوتبال اسپانیول        |

### سوئد
سرمربی: یئوری اریکسون
| شماره | جایگاه    | بازیکن                    | تاریخ تولد/سن            | بازی‌های ملی | باشگاه                            |
| ----- | --------- | ------------------------- | ------------------------ | ----------- | --------------------------------- |
| ۱     | دروازه‌بان | رونی هلستروم              | ۲۱ فوریه ۱۹۴۹ (۲۹ سال)   |             | باشگاه فوتبال کایزرسلاوترن        |
| ۲     | مدافع     | هاسه بوری                 | ۴ اوت ۱۹۵۳ (۲۴ سال)      |             | باشگاه فوتبال آینتراخت براونشوایگ |
| ۳     | مدافع     | روی آندرشون               | ۲ اوت ۱۹۴۹ (۲۸ سال)      |             | باشگاه فوتبال مالمو               |
| ۴     | هافبک     | بیورن نوردکویست (کاپیتان) | ۶ اکتبر ۱۹۴۲ (۳۵ سال)    |             | باشگاه فوتبال گوتبورگ             |
| ۵     | مدافع     | اینگمار ارلاندسون         | ۱۶ نوامبر ۱۹۵۷ (۲۰ سال)  |             | باشگاه فوتبال مالمو               |
| ۶     | هافبک     | استفان تاپر               | ۱۰ ژوئیه ۱۹۴۸ (۲۹ سال)   |             | باشگاه فوتبال مالمو               |
| ۷     | هافبک     | آندرش لیندروت             | ۲۱ مارس ۱۹۵۰ (۲۸ سال)    |             | باشگاه فوتبال المپیک مارسی        |
| ۸     | مهاجم     | بو لارشون                 | ۵ مه ۱۹۴۴ (۳۴ سال)       |             | باشگاه فوتبال مالمو               |
| ۹     | هافبک     | لنارت لارشون              | ۹ ژوئیه ۱۹۵۳ (۲۴ سال)    |             | باشگاه فوتبال شالکه ۰۴            |
| ۱۰    | مهاجم     | توماس خوبری               | ۶ ژوئیه ۱۹۵۲ (۲۵ سال)    |             | باشگاه فوتبال مالمو               |
| ۱۱    | مهاجم     | بنی ونت                   | ۴ نوامبر ۱۹۵۰ (۲۷ سال)   |             | باشگاه فوتبال کایزرسلاوترن        |
| ۱۲    | دروازه‌بان | یوران هاگبری              | ۸ نوامبر ۱۹۴۷ (۳۰ سال)   |             | باشگاه فوتبال اوسترش              |
| ۱۳    | مدافع     | مگنوس آندرشون             | ۲۳ آوریل ۱۹۵۸ (۲۰ سال)   |             | باشگاه فوتبال مالمو               |
| ۱۴    | هافبک     | رونالد اوهمان             | ۳۱ ژانویه ۱۹۵۷ (۲۱ سال)  |             | Örebro SK                         |
| ۱۵    | مهاجم     | توربیون نیلسون            | ۹ ژوئیه ۱۹۵۴ (۲۳ سال)    |             | باشگاه فوتبال گوتبورگ             |
| ۱۶    | مهاجم     | کونی تورشتنسون            | ۲۸ اوت ۱۹۴۹ (۲۸ سال)     |             | باشگاه فوتبال زوریخ               |
| ۱۷    | دروازه‌بان | یان مولر                  | ۱۷ سپتامبر ۱۹۵۳ (۲۴ سال) |             | باشگاه فوتبال مالمو               |
| ۱۸    | هافبک     | اوله نوردین               | ۲۳ نوامبر ۱۹۴۹ (۲۸ سال)  |             | باشگاه فوتبال گوتبورگ             |
| ۱۹    | مدافع     | کنت کارلسون               | ۲۵ نوامبر ۱۹۴۵ (۳۲ سال)  |             | IFK Eskilstuna                    |
| ۲۰    | مدافع     | رولاند اندرشون            | ۲۸ مارس ۱۹۵۰ (۲۸ سال)    |             | باشگاه فوتبال مالمو               |
| ۲۱    | مهاجم     | سانی اسلوند               | ۲۹ اوت ۱۹۵۲ (۲۵ سال)     |             | باشگاه فوتبال آی‌ای‌کی              |
| ۲۲    | مهاجم     | رالف اردستورم             | ۷ اکتبر ۱۹۵۲ (۲۵ سال)    |             | باشگاه فوتبال گوتبورگ             |

## گروه ۴

### ایران
سرمربی: حشمت مهاجرانی
| شماره | جایگاه    | بازیکن              | تاریخ تولد/سن            | بازی‌های ملی | باشگاه                         |
| ----- | --------- | ------------------- | ------------------------ | ----------- | ------------------------------ |
| ۱     | دروازه‌بان | ناصر حجازی          | ۱۴ دسامبر ۱۹۴۹ (۲۸ سال)  |             | باشگاه فوتبال شاهین تهران      |
| ۲     | هافبک     | ایرج دانایی‌فرد      | ۱۹ مارس ۱۹۵۱ (۲۷ سال)    |             | باشگاه فوتبال استقلال تهران    |
| ۳     | مهاجم     | بهتاش فریبا         | ۱۱ فوریه ۱۹۵۵ (۲۳ سال)   |             | باشگاه فوتبال پاس تهران        |
| ۴     | مهاجم     | مجید بیشکار         | ۶ اوت ۱۹۵۶ (۲۱ سال)      |             | باشگاه فوتبال شاهین تهران      |
| ۵     | مدافع     | جواد الله‌وردی       | ۱۶ ژوئیه ۱۹۵۴ (۲۳ سال)   |             | باشگاه فوتبال پرسپولیس         |
| ۶     | هافبک     | حسن نایب‌آقا         | ۱۷ سپتامبر ۱۹۵۰ (۲۷ سال) |             | باشگاه فوتبال هما              |
| ۷     | هافبک     | علی پروین (کاپیتان) | ۱۲ اکتبر ۱۹۴۶ (۳۱ سال)   |             | باشگاه فوتبال پرسپولیس         |
| ۸     | هافبک     | ابراهیم قاسم‌پور     | ۲۴ اوت ۱۹۵۶ (۲۱ سال)     |             | باشگاه فوتبال شاهین تهران      |
| ۹     | هافبک     | محمد صادقی          | ۱۷ مارس ۱۹۵۱ (۲۷ سال)    |             | باشگاه فوتبال پاس تهران        |
| ۱۰    | مهاجم     | حسن روشن            | ۲ ژوئن ۱۹۵۵ (۲۲ سال)     |             | باشگاه فوتبال استقلال تهران    |
| ۱۱    | مدافع     | علیرضا قشقاییان     | ۲۷ فوریه ۱۹۵۴ (۲۴ سال)   |             | باشگاه فوتبال برق شیراز        |
| ۱۲    | دروازه‌بان | بهرام مودت          | ۳۰ ژانویه ۱۹۵۰ (۲۸ سال)  |             | باشگاه فوتبال سپاهان اصفهان    |
| ۱۳    | مهاجم     | حمید مجدتیموری      | ۳ ژوئن ۱۹۵۳ (۲۴ سال)     |             | باشگاه فوتبال شاهین تهران      |
| ۱۴    | مدافع     | حسن نظری            | ۱۹ اوت ۱۹۵۵ (۲۲ سال)     |             | باشگاه فوتبال استقلال تهران    |
| ۱۵    | مدافع     | آندرانیک اسکندریان  | ۳۱ دسامبر ۱۹۵۱ (۲۶ سال)  |             | باشگاه فوتبال استقلال تهران    |
| ۱۶    | مهاجم     | ناصر نورایی         | ۹ ژوئیه ۱۹۵۶ (۲۱ سال)    |             | باشگاه فوتبال هما              |
| ۱۷    | مهاجم     | غفور جهانی          | ۱۸ ژوئن ۱۹۵۰ (۲۷ سال)    |             | باشگاه فوتبال ملوان بندر انزلی |
| ۱۸    | مهاجم     | حسین فرکی           | ۱۹ آوریل ۱۹۵۶ (۲۲ سال)   |             | باشگاه فوتبال پاس تهران        |
| ۱۹    | هافبک     | محمدعلی شجاعی       | ۲۳ مارس ۱۹۵۳ (۲۵ سال)    |             | باشگاه فوتبال سپاهان اصفهان    |
| ۲۰    | مدافع     | نصرالله عبداللهی    | ۲ سپتامبر ۱۹۵۱ (۲۶ سال)  |             | باشگاه فوتبال شاهین تهران      |
| ۲۱    | مدافع     | حسین کازرانی        | ۱۳ آوریل ۱۹۴۷ (۳۱ سال)   |             | باشگاه فوتبال پاس تهران        |
| ۲۲    | دروازه‌بان | رسول کربکندی        | ۲۷ ژانویه ۱۹۵۳ (۲۵ سال)  |             | باشگاه فوتبال ذوب‌آهن اصفهان    |

### هلند
سرمربی:  ارنست هاپل
| شماره | جایگاه    | بازیکن             | تاریخ تولد/سن            | بازی‌های ملی | باشگاه                         |
| ----- | --------- | ------------------ | ------------------------ | ----------- | ------------------------------ |
| ۱     | دروازه‌بان | پیت شرورس          | ۱۵ دسامبر ۱۹۴۶ (۳۱ سال)  | ۱۶          | باشگاه فوتبال آژاکس آمستردام   |
| ۲     | مدافع     | یان پورتفلیت       | ۲۱ سپتامبر ۱۹۵۵ (۲۲ سال) | ۱           | باشگاه فوتبال پی‌اس‌وی آیندهوون  |
| ۳     | هافبک     | دیک اسخوناکر       | ۳۰ نوامبر ۱۹۵۲ (۲۵ سال)  | ۰           | باشگاه فوتبال آژاکس آمستردام   |
| ۴     | مدافع     | ادری فن کرای       | ۱ اوت ۱۹۵۳ (۲۴ سال)      | ۱۳          | باشگاه فوتبال پی‌اس‌وی آیندهوون  |
| ۵     | مدافع     | رود کرول (کاپیتان) | ۲۴ مارس ۱۹۴۹ (۲۹ سال)    | ۵۲          | باشگاه فوتبال آژاکس آمستردام   |
| ۶     | هافبک     | ویم جنسن           | ۲۸ اکتبر ۱۹۴۶ (۳۱ سال)   | ۵۰          | باشگاه فوتبال فاینورد          |
| ۷     | مدافع     | پیت ویلتسخت        | ۲۵ اکتبر ۱۹۵۷ (۲۰ سال)   | ۱           | باشگاه فوتبال توئنته           |
| ۸     | دروازه‌بان | یان یونگلوئد       | ۲۵ نوامبر ۱۹۴۰ (۳۷ سال)  | ۱۹          | باشگاه فوتبال رودا جی‌سی کرکراد |
| ۹     | هافبک     | آری هان            | ۱۶ نوامبر ۱۹۴۸ (۲۹ سال)  | ۲۴          | باشگاه فوتبال اندرلشت          |
| ۱۰    | هافبک     | رنی فن ده کرکوف    | ۱۶ سپتامبر ۱۹۵۱ (۲۶ سال) | ۲۰          | باشگاه فوتبال پی‌اس‌وی آیندهوون  |
| ۱۱    | هافبک     | ویلی فن ده کرکوف   | ۱۶ سپتامبر ۱۹۵۱ (۲۶ سال) | ۱۸          | باشگاه فوتبال پی‌اس‌وی آیندهوون  |
| ۱۲    | مهاجم     | راب رنسنبرینک      | ۳ ژوئیه ۱۹۴۷ (۳۰ سال)    | ۳۴          | باشگاه فوتبال اندرلشت          |
| ۱۳    | هافبک     | یوهان نیکنز        | ۱۵ سپتامبر ۱۹۵۱ (۲۶ سال) | ۳۸          | باشگاه فوتبال بارسلونا         |
| ۱۴    | هافبک     | یوهان بوسکامپ      | ۲۱ اکتبر ۱۹۴۸ (۲۹ سال)   | ۱           | Molenbeek                      |
| ۱۵    | مدافع     | هوگو هافنکامپ      | ۵ اکتبر ۱۹۵۰ (۲۷ سال)    | ۷           | باشگاه فوتبال آزد آلکمار       |
| ۱۶    | مهاجم     | جانی رپ            | ۲۵ نوامبر ۱۹۵۱ (۲۶ سال)  | ۲۳          | باشگاه فوتبال باستیا           |
| ۱۷    | مدافع     | ویم ریسبرگن        | ۱۸ ژانویه ۱۹۵۲ (۲۶ سال)  | ۲۵          | باشگاه فوتبال فاینورد          |
| ۱۸    | مهاجم     | دیک نانینگا        | ۱۷ ژانویه ۱۹۴۹ (۲۹ سال)  | ۱           | باشگاه فوتبال رودا جی‌سی کرکراد |
| ۱۹    | دروازه‌بان | پیم دوسبرخ         | ۲۸ اکتبر ۱۹۴۳ (۳۴ سال)   | ۲           | باشگاه فوتبال اسپارتا روتردام  |
| ۲۰    | مدافع     | ویم سوربیر         | ۱۶ ژانویه ۱۹۴۵ (۳۳ سال)  | ۵۶          | باشگاه فوتبال شالکه ۰۴         |
| ۲۱    | مهاجم     | هری لوبسه          | ۲۳ سپتامبر ۱۹۵۱ (۲۶ سال) | ۱           | باشگاه فوتبال پی‌اس‌وی آیندهوون  |
| ۲۲    | مدافع     | ارنی برندتس        | ۳ فوریه ۱۹۵۶ (۲۲ سال)    | ۱           | باشگاه فوتبال پی‌اس‌وی آیندهوون  |

### پرو
سرمربی: مارکوس کالدرون
| شماره | جایگاه    | بازیکن                   | تاریخ تولد/سن            | بازی‌های ملی | باشگاه                             |
| ----- | --------- | ------------------------ | ------------------------ | ----------- | ---------------------------------- |
| ۱     | دروازه‌بان | اوتورینو سارتور          | ۱۸ سپتامبر ۱۹۴۵ (۳۲ سال) |             | Colegio Nacional de Iquitos        |
| ۲     | مدافع     | خایمه دوارته             | ۲۷ فوریه ۱۹۵۵ (۲۳ سال)   |             | الیانزا لیما                       |
| ۳     | مدافع     | رودولفو مانسو            | ۵ ژوئن ۱۹۴۹ (۲۸ سال)     |             | باشگاه فوتبال دپورتیوو مونیسیپال   |
| ۴     | مدافع     | اکتور چومپیتاس (کاپیتان) | ۱۲ آوریل ۱۹۴۴ (۳۴ سال)   |             | باشگاه فوتبال اسپورتینگ کریستال    |
| ۵     | مدافع     | روبن توریبیو دیاس        | ۱۷ آوریل ۱۹۵۲ (۲۶ سال)   |             | باشگاه فوتبال اسپورتینگ کریستال    |
| ۶     | هافبک     | خوسه ولاسکس              | ۴ ژوئن ۱۹۵۲ (۲۵ سال)     |             | الیانزا لیما                       |
| ۷     | مهاجم     | خوان خوسه مونیانته       | ۴ مه ۱۹۵۲ (۲۶ سال)       |             | باشگاه فوتبال اونیورسیداد ناسیونال |
| ۸     | هافبک     | سزار کوئتو               | ۱۶ ژوئن ۱۹۵۲ (۲۵ سال)    |             | الیانزا لیما                       |
| ۹     | هافبک     | پرسی روجاس               | ۱۶ سپتامبر ۱۹۴۹ (۲۸ سال) |             | باشگاه فوتبال اسپورتینگ کریستال    |
| ۱۰    | هافبک     | تئوفیلو کوبیلاس          | ۸ مارس ۱۹۴۹ (۲۹ سال)     |             | الیانزا لیما                       |
| ۱۱    | مهاجم     | خوان کارلوس اوبلیتاس     | ۱۶ فوریه ۱۹۵۱ (۲۷ سال)   |             | باشگاه فوتبال اسپورتینگ کریستال    |
| ۱۲    | مهاجم     | روبرتو موسکرا            | ۲۱ ژوئن ۱۹۵۶ (۲۱ سال)    |             | باشگاه فوتبال اسپورتینگ کریستال    |
| ۱۳    | دروازه‌بان | خوان کاسرس               | ۲۷ دسامبر ۱۹۴۹ (۲۸ سال)  |             | الیانزا لیما                       |
| ۱۴    | مدافع     | خوسه ناوارو              | ۲۴ سپتامبر ۱۹۴۸ (۲۹ سال) |             | باشگاه فوتبال اسپورتینگ کریستال    |
| ۱۵    | هافبک     | خرمن لگیا                | ۲ ژانویه ۱۹۵۴ (۲۴ سال)   |             | باشگاه فوتبال دپورتیوو مونیسیپال   |
| ۱۶    | هافبک     | رائول گوریتی             | ۱۰ اکتبر ۱۹۵۶ (۲۱ سال)   |             | باشگاه فوتبال اسپورتینگ کریستال    |
| ۱۷    | هافبک     | آلفردو کسادا             | ۲۲ سپتامبر ۱۹۴۹ (۲۸ سال) |             | باشگاه فوتبال اسپورتینگ کریستال    |
| ۱۸    | هافبک     | ارنستو لابارته           | ۲ ژوئن ۱۹۵۶ (۲۱ سال)     |             | Sport Boys                         |
| ۱۹    | مهاجم     | گیرمو لا روزا            | ۶ ژوئن ۱۹۵۲ (۲۵ سال)     |             | الیانزا لیما                       |
| ۲۰    | مهاجم     | هوگو سوتیل               | ۱۸ مه ۱۹۴۶ (۳۲ سال)      |             | الیانزا لیما                       |
| ۲۱    | دروازه‌بان | رامون کیروگا             | ۲۳ ژوئیه ۱۹۵۰ (۲۷ سال)   |             | باشگاه فوتبال اسپورتینگ کریستال    |
| ۲۲    | مدافع     | روبرتو روخاس             | ۲۶ اکتبر ۱۹۵۵ (۲۲ سال)   |             | الیانزا لیما                       |

### اسکاتلند
مربی: الای مک‌لاود
| شماره | جایگاه    | بازیکن              | تاریخ تولد/سن            | بازی‌های ملی | باشگاه                           |
| ----- | --------- | ------------------- | ------------------------ | ----------- | -------------------------------- |
| ۱     | دروازه‌بان | آلن راف             | ۲۵ نوامبر ۱۹۵۱ (۲۶ سال)  | ۱۸          | باشگاه فوتبال پاتریک تیسل        |
| ۲     | مدافع     | سندی جاردین         | ۳۱ دسامبر ۱۹۴۸ (۲۹ سال)  | ۳۳          | باشگاه فوتبال رنجرز              |
| ۳     | مدافع     | ویلی دوناکی         | ۵ اکتبر ۱۹۵۱ (۲۶ سال)    | ۳۲          | باشگاه فوتبال منچستر سیتی        |
| ۴     | مدافع     | مارتن باکن          | ۶ مارس ۱۹۴۹ (۲۹ سال)     | ۲۸          | باشگاه فوتبال منچستر یونایتد     |
| ۵     | مدافع     | گوردون مک‌کوئین      | ۲۶ ژوئن ۱۹۵۲ (۲۵ سال)    | ۲۰          | باشگاه فوتبال منچستر یونایتد     |
| ۶     | هافبک     | بروس ریوچ (کاپیتان) | ۶ سپتامبر ۱۹۴۷ (۳۰ سال)  | ۲۲          | باشگاه فوتبال دربی کانتی         |
| ۷     | هافبک     | دان مسون            | ۲۶ اوت ۱۹۴۹ (۲۸ سال)     | ۱۶          | باشگاه فوتبال دربی کانتی         |
| ۸     | مهاجم     | کنی دالگلیش         | ۴ مارس ۱۹۵۱ (۲۷ سال)     | ۵۴          | باشگاه فوتبال لیورپول            |
| ۹     | مهاجم     | جو جردن             | ۱۵ دسامبر ۱۹۵۱ (۲۶ سال)  | ۳۰          | باشگاه فوتبال منچستر یونایتد     |
| ۱۰    | هافبک     | آسا هارتفورد        | ۲۴ اکتبر ۱۹۵۰ (۲۷ سال)   | ۲۴          | باشگاه فوتبال منچستر سیتی        |
| ۱۱    | هافبک     | ویلی جانستون        | ۱۹ دسامبر ۱۹۴۶ (۳۱ سال)  | ۲۱          | باشگاه فوتبال وست برومویچ آلبیون |
| ۱۲    | دروازه‌بان | جیم بلایت           | ۲ فوریه ۱۹۵۵ (۲۳ سال)    | ۲           | باشگاه فوتبال کاونتری سیتی       |
| ۱۳    | مدافع     | استوارت کندی        | ۳۱ مه ۱۹۵۳ (۲۵ سال)      | ۳           | باشگاه فوتبال آبردین             |
| ۱۴    | مدافع     | تام فورسایت         | ۲۳ ژانویه ۱۹۴۹ (۲۹ سال)  | ۱۹          | باشگاه فوتبال رنجرز              |
| ۱۵    | هافبک     | آرشی گمیل           | ۲۴ مارس ۱۹۴۷ (۳۱ سال)    | ۲۶          | باشگاه فوتبال ناتینگهام فارست    |
| ۱۶    | مهاجم     | لو مکاری            | ۷ ژوئن ۱۹۴۹ (۲۸ سال)     | ۲۲          | باشگاه فوتبال منچستر یونایتد     |
| ۱۷    | مهاجم     | درک جانستون         | ۴ نوامبر ۱۹۵۳ (۲۴ سال)   | ۱۱          | باشگاه فوتبال رنجرز              |
| ۱۸    | هافبک     | گریم سونس           | ۶ مه ۱۹۵۳ (۲۵ سال)       | ۶           | باشگاه فوتبال لیورپول            |
| ۱۹    | مهاجم     | جان رابرتسون        | ۲۰ ژانویه ۱۹۵۳ (۲۵ سال)  | ۲           | باشگاه فوتبال ناتینگهام فارست    |
| ۲۰    | دروازه‌بان | بابی کلارک          | ۲۶ سپتامبر ۱۹۴۵ (۳۲ سال) | ۱۷          | باشگاه فوتبال آبردین             |
| ۲۱    | مهاجم     | جو هارپر            | ۱۱ ژانویه ۱۹۴۸ (۳۰ سال)  | ۳           | باشگاه فوتبال آبردین             |
| ۲۲    | مدافع     | کنی بورنز           | ۲۳ سپتامبر ۱۹۵۳ (۲۴ سال) | ۱۱          | باشگاه فوتبال ناتینگهام فارست    |